# École supérieure des sciences commerciales d'Angers
ESSCA (École supérieure des sciences commerciales d'Angers) és una escola de negocis europea amb seus a Angers, Boulogne-Billancourt, Cholet, Bordeus, Lió, Ais de Provença, Budapest i Xangai. Va ser fundada el 1909. ESSCA se situa entre les escoles de negocis més ben valorades del món: el 2019 va ocupar la setanta-sis posició a la llista de les millors escoles de negocis europees publicada pel Financial Times. ESSCA imparteix també un programa de doctorat i diferents programes de màster d'administració especialitzats en màrqueting, finances, emprenedoria i altres disciplines. Els programes de l'escola compten amb una triple acreditació, a càrrec dels organismes AMBA, EQUIS i AACSB. Per l'escola hi han passat més de 15.000 estudiants que després han ocupat llocs de responsabilitat en el món dels negocis i la política, com ara Louis le Duff (CEO groupe Le Duff) i Dominique Schelcher (CEO Système U).